# Roger Robinson
Roger Robinson (Seattle, 2 maggio 1940 – Escondido, 26 settembre 2018) è stato un attore statunitense, attivo in campo cinematografico, teatrale e televisivo.

## Biografia
Apprezzato interprete dell'opera di August Wilson, ha vinto il Tony Award al miglior attore non protagonista in un'opera teatrale nel 2009 per la sua interpretazione in Joe Turner's Come and Gone a Broadway.

## Filmografia

### Cinema
- Jackie, regia di Stuart Hagmann (1971)
- Willie Dynamite, regia di Gilbert Moses (1974)
- Agente Newman (Newman's Law), regia di Richard T. Heffron (1974)
- Meteor, regia di Ronald Neame (1979)
- Amarti a New York (It's My Turn), regia di Claudia Weill (1980)
- Anime gemelle (The Lonely Guy), regia di Arthur Hiller (1984)
- Flodder in Amerika!, regia di Dick Maas (1992)
- Poliziotti per caso (Who's the Man?), regia di Ted Demme (1993)
- Burnzy's Last Call, regia di Michael De Avila (1995)
- Brother to Brother, regia di Rodney Evans (2004)
- On the One, regia di Charles Randolph-Wright (2005)
- Matrimonio per sbaglio (Wedding Daze), regia di Michael Ian Black (2006)
- The Pack, regia di Alyssa Rallo Bennett (2011)
- Foreclosure, regia di Richard Ledes (2014)
- H., regia di Rania Attieh e Daniel Garcia (2014)
- Custody, regia di James Lapine (2016)
- Vineland, regia di Bennett e Alyssa R. Bennett (2016)

### Televisione
- Il caso Nelson è suo - film TV (1973)
- Ironside - serie TV, 1 episodio (1973)
- F.B.I. (The F.B.I.) - serie TV, 1 episodio (1974)
- Get Christie Love! - serie TV, 1 episodio (1974)
- This Is the West That Was - film TV (1974)
- Starsky & Hutch - serie TV, 1 episodio (1975)
- La famiglia Holvak (The Family Holvak) - serie TV, 1 episodio (1975)
- Kojak - serie TV, 11 episodi (1973-1976)
- Mallory: Circumstantial Evidence - film TV (1976)
- Capitani e Re (Captains and the Kings) - miniserie TV, 1 episodio (1976)
- Baretta - serie TV, 2 episodi (1976-1977)
- Kingston - Dossier paura (Kingston: Confidential) - serie TV, 1 episodio (1977)
- King - miniserie TV, 3 episodi (1978)
- Quincy (Quincy, M.E.) - serie TV, 1 episodio (1978)
- Friends - serie TV, 5 episodi (1979)
- Gli sbandati (The Runaways) - serie TV, 1 episodio (1979)
- Eischied - serie TV, 1 episodio (1979)
- I Jefferson (The Jeffersons) - serie TV, 1 episodio (1979)
- The Righteous Apples - serie TV, 1 episodio (1980)
- L'incredibile Hulk (The Incredible Hulk) – serie TV, episodio 4x01 (1980)
- Hazzard (The Dukes of Hazzard) - serie TV, 1 episodio (1981)
- Maggiordomo per signora (The Two of Us) - serie TV, 1 episodio (1981)
- Voyagers! - Viaggiatori del tempo (Voyagers!) - serie TV, 1 episodio (1983)
- Un giustiziere a New York (The Equalizer) - serie TV, 1 episodio (1986)
- Un uomo chiamato Falco (A Man Called Hawk) - serie TV, 1 episodio (1989)
- Money, Power, Murder. - film TV (1989)
- Law & Order - I due volti della giustizia (Law & Order) - serie TV, 1 episodio (1991)
- I Robinson (The Cosby Show) - serie TV, 1 episodio (1992)
- New York Undercover - serie TV, 1 episodio (1997)
- Homicide (Homicide, Life on the Street) - serie TV, 1 episodio (1997)
- Una scommessa di troppo - film TV (1998)
- The Hoop Life - serie TV, 1 episodio (2000)
- Kate Brasher - serie TV, 6 episodi (2001)
- E.R. - Medici in prima linea (ER) - serie TV, 3 episodi (1998-2001)
- The Education of Max Bickford - serie TV, 1 episodio (2002)
- NYPD - New York Police Department (NYPD Blue) - serie TV, 1 episodio (2002)
- Rubicon - serie TV, 5 episodi (2010)
- Elementary - serie TV, 1 episodio (2013)
- La vita immortale di Henrietta Lacks (The Immortal Life of Henrietta Lacks), regia di George C. Wolfe - film TV (2017)
- Le regole del delitto perfetto (How to Get Away with Murder) - serie TV, 4 episodi (2016-2018)

## Doppiatori italiani
Nelle versioni in italiano delle opere in cui ha recitato, Roger Robinson è stato doppiato da:
- Bruno Alessandro in Rubicon e La vita immortale di Henrietta Lacks
- Enrico Maggi ne I Jefferson
- Ugo Maria Morosi in E.R. - Medici in prima linea
- Luciano De Ambrosis in Starsky & Hutch
- Renzo Stacchi in Elementary